# Крандиевский, Василий Афанасьевич
Василий Афанасьевич Крандиевский  (псевдонимы В. К. и Надеждин, Василий; 1861—1928) — русский издатель, публицист, библиофил.

## Биография
Родился в 1861 году в Ставропольской губернии в семье священника.
Был земским деятелем, позднее — издателем альманаха «Бюллетени литературы и жизни» (в 1910—1918 годах). Также был публицистом и библиофилом. В 1899 году совместно со С. А. Скирмунтом основал при его магазине издательство с таким же названием — «Труд».
С конца 1890-х годов Крандиевские жили в Москве в Гранатном переулке, в доме С. А. Скирмунта.
Умер 5 июля 1928 года. Место захоронения — Ваганьковское кладбище.

### Семья
- Жена — Крандиевская, Анастасия Романовна (урождённая Тархова, 1866—1938) — писательница.

Их дети:
- Всеволод (Сева) (1886—1907) — умер от менингита.[3]
- Крандиевская-Толстая, Наталья Васильевна (Туся) (1888—1963) — поэтесса, жена А. Н. Толстого. 1-й муж — адвокат Фёдор Акимович Волькенштейн.
- Крандиевская, Надежда Васильевна (Дюна) (1891—1963) — скульптор, ученица Бурделя. Муж — Файдыш, Пётр Петрович.